# Чепигово
Чепигово (на македонска литературна норма: Чепигово) е село в южната част на Северна Македония, община Прилеп.

## География
Селото е разположено в областта Пелагония.

## История
Южно от Чепигово, на хълма Бедем над слива на река Блато и Черна са развалините на античния град Стибера.
В XIX век Чепигово е малко българско село в Прилепска кааза на Османската империя. Църквата в селото „Свети Никола“ е от XIX век и представлява малка, еднокорабна сграда, с полукръгла апсида и дограден по-късно трем на западната страна. В „Етнография на вилаетите Адрианопол, Монастир и Салоника“, издадена в Константинопол в 1878 година и отразяваща статистиката на населението от 1873 година, Чипигово (Tchipigovo) е посочено като село с 12 домакинства с 52 жители българи.
Според статистиката на Васил Кънчов („Македония. Етнография и статистика“) от 1900 година Чепигово има 73 жители, всички българи християни.
На Етнографската карта на Битолския вилает на Картографския институт в София от 1901 година Чепигово е чисто българско село в Прилепската каза на Битолския санджак със 7 къщи.
В началото на XX век българското население на селото е под върховенството на Българската екзархия. По данни на секретаря на екзархията Димитър Мишев („La Macédoine et sa Population Chrétienne“) през 1905 година в Чепигово има 80 българи екзархисти.
Според Димитър Гаджанов в 1916 година в Чепигово живеят 6 турци.
Според преброяването от 2002 година селото има 162 жители, от които 160 северномакедонци и двама други.

## Личности
Починали в Чепигово
- Спас Павлов (Спаса Павлович) (около 1880 – 1912), сърбомански четнически войвода